# Boletín del Servicio Meteorológico Nacional sobre el huracán Katrina
El boletín del Servicio Meteorológico Nacional para la región de Nueva Orleans de las 10:11 a.m. del 28 de agosto de 2005 fue una advertencia particularmente funesta emitida por la Oficina de Previsión Meteorológica local en Slidell, Luisiana, advirtiendo de la devastación que el huracán Katrina podría causar en la costa del Golfo de los Estados Unidos, y del sufrimiento humano que seguiría una vez que la tormenta abandonara la zona.
Una evaluación del Servicio Meteorológico Nacional sobre su actividad en relación con el huracán Katrina determinó que el boletín "por el detalle sin precedentes y la naturaleza premonitoria del lenguaje utilizado, el comunicado ayudó a reforzar las acciones de los funcionarios de gestión de emergencias mientras coordinaban una de las mayores evacuaciones en la historia de EE.UU." El boletín "ayudó a reforzar el mensaje de los funcionarios de gestión de emergencias para que los residentes en el sureste de Luisiana y el sur de Mississippi prestaran atención a las órdenes de evacuación de los funcionarios locales".

## Antecedentes
La noche del 25 de agosto de 2005, el huracán Katrina tocó tierra como huracán de categoría 1 cerca de la frontera de los condados de Miami-Dade-Broward, en el sur de Florida, y se debilitó hasta convertirse en tormenta tropical. A la mañana siguiente, tras pasar por encima del estado, la tormenta tropical Katrina se adentró en el Golfo de México y volvió a adquirir fuerza de huracán. Al pasar sobre las aguas cálidas de la corriente de Loop, el huracán empezó a intensificarse rápidamente.
A las 11:00 p.m. EDT del 26 de agosto, aproximadamente 56 horas antes de que Katrina tocara tierra cerca de Buras, Luisiana, el Centro Nacional de Huracanes había pronosticado que el área metropolitana de Nueva Orleans podría sufrir un impacto directo de la tormenta. Como Nueva Orleans está situada en el delta del río Misisipi y partes de la ciudad están por debajo del nivel del mar, un huracán fuerte podría tener un efecto devastador en la ciudad. Advertencias anteriores, como la realizada por el Houston Chronicle en 2001, hablaban de una catástrofe que "dejaría varadas a 250.000 personas o más, y probablemente mataría a una de cada 10 que quedaran atrás mientras la ciudad se ahogaba bajo 6 metros de agua" tras un fuerte huracán que tocara tierra en la ciudad.Max Mayfield, director del Centro Nacional de Huracanes en aquel momento, indicó que la zona de Mississippi/Louisiana tiene "el mayor potencial para escenarios de pesadilla", y que esto se ha sabido durante al menos las tres décadas que ha trabajado en el NHC. Otras publicaciones, como Popular Mechanics, Scientific American y The Times-Picayune habían dado escenarios catastrofistas en los que una ciudad que se hunde se ahogaría y sus residentes se quedarían sin hogar.
En 1965, el huracán Betsy tocó tierra justo al sur de Nueva Orleans, provocando inundaciones generalizadas en la ciudad. Como consecuencia, el Congreso autorizó un sistema de diques para hacer frente a futuras tormentas. Sin embargo, la protección de este sistema se limitaba a huracanes de hasta categoría 3 en la escala Saffir-Simpson.
Tres días antes de que Katrina tocara tierra por segunda y tercera vez, el Centro Nacional de Huracanes comenzó a predecir que la tormenta tocaría tierra como un huracán de gran intensidad. A la mañana siguiente, el 27 de agosto, el Centro Nacional de Huracanes emitió una alerta de huracán que incluía el área metropolitana de Nueva Orleans, que fue elevada a alerta de huracán a las 10:00 p.m. CDT de esa misma noche. En ese momento, Katrina era un huracán de categoría 3 con vientos de 115 mph (185 km/h) y a unas 335 millas (540 km) al sur-sureste de la desembocadura del río Mississippi.

## Texto del boletín
En el transcurso de la noche del 27 de agosto de 2005, el huracán Katrina se fortaleció rápidamente, alcanzando la categoría 5 por la mañana, con vientos máximos sostenidos de 175 mph (280 km/h) a las 10:00 am CDT del 28 de agosto.Unos minutos más tarde, a las 10:11 a. m. CDT (1511 UTC), Robert Ricks, meteorólogo de la oficina del NWS de Nueva Orleans/Baton Rouge, emitió la siguiente declaración como parte del texto de la sinopsis del evento de un aviso de vientos huracanados en el interior:
Un aviso igual de grave se emitió a las 16:13 CDT.

## Impacto
En los meses siguientes a la tormenta, el Congreso nombró un comité bipartidista para investigar la respuesta al huracán Katrina y los preparativos previos a su llegada a tierra. El comité llegó a la conclusión de que las previsiones del Servicio Meteorológico Nacional habían sido oportunas, no eran responsables de los fallos de otras agencias y probablemente habían salvado miles de vidas que, de otro modo, se habrían perdido en el furioso huracán.
Durante una evaluación interna del Servicio Meteorológico Nacional, se analizó el boletín de las 10:11 y su impacto. El informe calificó el boletín de "momento significativo para el NWS durante el Katrina", ya que su lenguaje detallado y explícito no tenía precedentes, aunque el mensaje se basaba en una plantilla diseñada por la Oficina Meteorológica de Tampa en los años 90. La declaración, redactada en términos contundentes, instaba a los residentes a evacuar, y fue destacada por los medios de comunicación nacionales.Como resultado, el nivel de detalle fue destacado como una "mejor práctica innovadora" en la evaluación del NWS, que recomendó la emisión de alertas con niveles similares de detalle en el futuro.El boletín fue descrito como "tal vez el más escalofriante jamás emitido" por el NWS.
Ricks, natural del Ninth Ward, declaró posteriormente a NBC Nightly News que escribió el boletín basándose en sus experiencias previas con Betsy y Camille. También dijo que buscaba declaraciones que eliminar, pero decidió dejar el boletín más o menos intacto porque parecía válido para una tormenta que estaba convencido de que sería "la grande" que los residentes de Nueva Orleans llevaban tiempo pronosticando. Admitió que él y sus colegas esperaban haberse equivocado sobre la potencia que alcanzaría el Katrina, "pero nuestra experiencia local decía lo contrario". Y añadió: "Siempre nos preparamos para el grande, sólo que no pensábamos que fuera a llegar tan pronto".
El boletín y el rosario al que Ricks se aferraba mientras él y sus colegas meteorólogos capeaban el temporal en su oficina se encuentran ahora en el Museo Nacional de Historia Americana.